# Colegio de Profesoras y Profesores de Chile
El Colegio de Profesoras y Profesores de Chile A.G. (CPC) es la organización chilena que agrupa al gremio de los profesores de la educación básica y media.
El Colegio de Profesores de Chile forma parte de la Internacional de la Educación (IE), que agrupa a sindicatos de la educación a nivel mundial.

## Historia
El CPC fue fundado el 16 de octubre de 1974 por el Decreto Ley N° 678. Con ello se buscaba reemplazar el legado del disuelto Sindicato Único de Trabajadores de la Educación (SUTE, 1970-1973), que había tenido una importante actuación en apoyo al gobierno de la Unidad Popular.
La dictadura militar de Pinochet persiguió a los profesores de izquierda, tras el golpe de Estado del 11 de septiembre de 1973. Alrededor de 103 profesores fueron declarados detenidos desaparecidos. Mientras tanto, los profesores cercanos al régimen se aglutinaron en torno al Colegio de Profesores, cuyos cargos directivos fueron designados por las autoridades. El magisterio opositor intentó resistir las políticas educacionales a través de la constitución de la Asociación Gremial de Educadores de Chile (AGECH), fundada el 27 de noviembre de 1982, presidida por el entonces dirigente comunista Jorge Pavez.
En las primeras elecciones democráticas del Colegio, en diciembre de 1985, triunfaron los opositores a la dictadura, encabezados por Osvaldo Verdugo, con lo cual la AGECH se disolvió, incorporándose su afiliados a la democratizada organización.
El CPC ha sido parte importante en diversas manifestaciones pro mejoramiento de la educación y de las condiciones laborales de los maestros. Una de las últimas acciones que este gremio adoptó fue unirse a las movilizaciones estudiantiles de 2006. Al establecerse el Consejo Asesor Presidencial de la Educación, cuatro de sus dirigentes fueron convocados por la presidenta Michelle Bachelet para el mejoramiento de la educación.
De acuerdo al Resumen Estadístico de la Educación, del Mineduc, al año 2021 existen 251 380 profesores en el sistema chileno, de los cuales sólo 60 000 se encuentran colegiados. Con derecho a voto oscilan alrededor de 50 000.

## Presidentes
| Presidente | Presidente             | Partido | Partido  | Inicio                 | Final                  |
| ---------- | ---------------------- | ------- | -------- | ---------------------- | ---------------------- |
|            | Osvaldo Verdugo Peña   |         | PDC      | 1986                   | 1995                   |
|            | Jorge Pavez Urrutia    |         | PCCh/FSD | 1995                   | 3 de noviembre de 2007 |
|            | Jaime Gajardo Orellana |         | PCCh     | 3 de noviembre de 2007 | 9 de enero de 2017     |
|            | Mario Aguilar Arévalo  |         | PH       | 9 de enero de 2017     | 9 de enero de 2021     |
|            | Carlos Díaz            |         | PH       | 9 de enero de 2021     | 2023                   |
|            | Mario Aguilar Arévalo  |         | Ind.     | 8 de enero de 2024     | 8 de enero de 2027     |

## Directorio Nacional 2024-2027
- Presidente Nacional: Mario Aguilar Arévalo
- Secretario General: Carlos Díaz
- Tesorera: Paulina Cartagena
- 1.er Vicepresidenta: Patricia Muñoz
- 2.º Vicepresidente: Guido Reyes
- Prosecretaria: Lessly Marchant
- Protesorera: Graciela Álvarez
- 1.ª Directora: Ligia Gallegos
- 2.º Director: Marco Echeverría